# Instituto del Fondo Nacional de la Vivienda para los Trabajadores
El Instituto del Fondo Nacional de la Vivienda para los Trabajadores (INFONAVIT) es un organismo público tripartita de México, que cuenta con la participación del sector de los trabajadores, el sector empresarial y el gobierno. Su función principal es administrar en forma eficiente los recursos del Fondo Nacional de la Vivienda de más de 56 millones de derechohabientes y con ello establecer y operar un sistema de financiamiento que les permita obtener crédito barato y suficiente para adquirir, construir, ampliar o mejorar una vivienda, pagar un pasivo hipotecario o adquirir en propiedad suelo para construir.   
El Instituto fue fundado el 21 de abril de 1972 al promulgarse la ley del Infonavit, iniciando operaciones el 1 de mayo del mismo año, durante el gobierno del presidente Luis Echeverría Álvarez. Al 28 de agosto de 2022, ha otorgado más de 12 millones de créditos para solución de vivienda.
El Instituto del Fondo Nacional de la Vivienda para los Trabajadores es parte de la membresía de la Conferencia Interamericana de Seguridad Social, organismo internacional técnico y especializado, que tiene el objetivo de fomentar el desarrollo de la protección y seguridad social en América. 

## Organigrama
El Infonavit funciona bajo la siguiente estructura:  
- Dirección General: Establecer las estrategias para asegurar el cumplimiento de los objetivos del Infonavit. Proponer al Consejo de Administración sobre las actividades del Infonavit. Establecer y dirigir los medios para evaluar la percepción de la sociedad respecto de los servicios que proporciona el Instituto.
- Dirección Sectorial Empresarial: Coordinar el nombramiento de los miembros de la Asamblea General, Consejo de Administración, Comisión de Vigilancia, Comité de Auditoría, Comité de Transparencia y Acceso a la Información, Comisión de Inconformidades y Consultivas Regionales. Ser órgano de enlace de las organizaciones respectivas y la Dirección General.
- Dirección Sectorial de los Trabajadores: Coordinar el nombramiento de los miembros de la Asamblea General, Consejo de Administración, Comisión de Vigilancia, Comité de Auditoría, Comité de Transparencia y Acceso a la Información, Comisión de Inconformidades y Consultivas Regionales. Ser órgano de enlace de las organizaciones respectivas y la Dirección General.

- Comité Ejecutivo Nacional: Representar los intereses profesionales de los empleados sindicalizados del Infonavit. Fomentar el apego de la normatividad institucional y el buen desempeño de las labores. Promover el cumplimiento del código de ética para lograr que la prestación de los servicios se haga de manera transparente.
- Secretaría General y Jurídica: Representar legalmente al Instituto en materia de servicios legales, denuncias, normatividad legal, contencioso civil, mercantil y penal en los juicios y conflictos jurídicos.
- Subdirección General de Planeación Financiera y Fiscalización: Planificar, dirigir y controlar la estrategia institucional relacionada con la recaudación y fiscalización, la administración y el registro contable de los recursos financieros, la planeación estratégica y financiera a corto, mediano y largo plazo, soportada en estudios económicos, así como la gestión y seguimiento de los proyectos sustantivos con el fin de contribuir al logro de los objetivos y metas institucionales.
- Subdirección General de Crédito: Satisfacer con eficiencia el requerimiento de financiamiento del derechohabiente para cubrir sus necesidades de vivienda.
- Subdirección General de Gestión de Cartera: Desarrollar e implementar procesos y herramientas para administrar la cartera hipotecaria, monitoreando y coordinando la evolución del portafolio para contribuir en dar dirección a los resultados de impacto directo al Instituto.

- Subdirección General de Administración y Recursos Humanos : Coordinar el desarrollo, formalización, difusión, administración y cumplimiento de modelos operativos, políticas y procedimientos requeridos en la operación de las áreas del Infonavit; Administrar el portafolio de procesos, asegurando su alineación con la estrategia institucional, e impulsar la adopción de roles y responsabilidades que permitan evolucionar constantemente en materia de administración de procesos.
- Subdirección General de Tecnologías de la Información: Contribuir a los objetivos institucionales creando y manteniendo capacidades tecnológicas y de mejora operacional para entregar consistentemente servicios informáticos, integrar nuevas soluciones y mejorar continuamente los procesos de atención de Infonavit. Innovando, con enfoque de servicios, utilizando metodologías que incorporen prácticas de clase mundial y maximizando el aprovechamiento de los recursos.
- Subdirección General de Operaciones: Proveer servicios focalizados de información y educación basados en un sistema centralizado de conocimiento del usuario; y proveer soluciones efectivas a las necesidades y problemas a través de los diversos canales de atención.
- Subdirección General de Comunicación: Proveer y ejecutar las estrategias de comunicación, mercadotecnia y relaciones públicas que contribuyen al éxito de los procesos sustantivos del Instituto para reforzar su posicionamiento como un organismo profesional, eficiente, moderno, comprometido en lo social y orientado a la excelencia en el servicio.
- Contraloría General: Asegurar y promover la implantación y cumplimiento del Sistema de Control Interno en el Instituto, que se extiende con los proveedores externos en general para contribuir al cumplimiento de la Misión Institucional.

- Coordinación General de Riesgos: Identificar, medir, vigilar e informar los riesgos que enfrenta el Instituto en sus operaciones, así como fortalecer las políticas y procedimientos para la administración de los distintos tipos de riesgo con base en modelos, indicadores y niveles de tolerancia definidos para este fin.
- 32 Delegaciones Regionales.

## Marco normativo
Son varias leyes y decretos los que influyen en el funcionamiento y las facultades del Instituto. Entre otras, se encuentran el Artículo 123 de la Constitución Política de los Estados Unidos Mexicanos, la Ley Federal del Trabajo y la Ley del Infonavit.    
En esta última se establecieron como objetivos:   
1. Administrar los recursos del Fondo Nacional de la Vivienda

1. Conceder créditos baratos y suficientes para los trabajadores para:

 a) La adquisición en propiedad de habitaciones cómodas e higiénicas,   
b) La construcción, reparación, ampliación o mejoramiento de sus habitaciones, y  
 c) El pago de pasivos contraídos por los conceptos anteriores  
3. Coordinar y financiar programas de construcción de habitaciones destinadas a ser adquiridas por los trabajadores  
4. Lo referente a la fracción XII del Apartado A del Artículo 123 Constitución  
Fuente: Ley del Infonavit

## Productos crediticios
- Crédito Infonavit, crédito hipotecario que otorga el Infonavit si se está interesado en comprar vivienda nueva o existente, construir en terreno propio, reparar, ampliar o mejorar una vivienda o pagar una hipoteca que ya se tenga con otra entidad financiera. El monto máximo de crédito es de $2,716,334.54 pesos para compra de vivienda, pago de pasivos y construcción, y hasta $39,606.34 para reparación y hasta $156,445.03 para renovación . Si ya se ocupó el crédito para Comprar vivienda nueva o existente, las aportaciones patronales subsecuentes se usarán para amortizar el capital del crédito, cuando el crédito sea liquidado, las aportaciones patronales continúan acumulándose en la Subcuenta de Vivienda, y los pagos son fijos para toda la vida del crédito.
- Cofinavit, crédito hipotecario otorgado por dos instituciones: al préstamo de Infonavit se le suma el de una entidad financiera, para así tener un mayor capital y adquirir una vivienda nueva o existente o un terreno. El monto máximo de crédito es de hasta $1,072,671.60.
- Cofinavit Ingresos Adicionales, crédito hipotecario que otorga el Infonavit en colaboración con una entidad financiera, ante la cual se pueden comprobar otros ingresos adicionales al ingreso formal, como propinas o comisiones que permiten obtener un monto mayor de crédito para adquirir una vivienda nueva o existente de cualquier valor. Una parte del crédito la otorga el Infonavit tomando en cuenta el salario y la otra parte la entidad financiera considerando las propinas o comisiones. El monto máximo de crédito del Infonavit es de $548,743.10.
- Hasta el 28 de septiembre de 2023 solo se podía pedir un segundo crédito para comprar vivienda, pero a partir del 29 de septiembre de 2023,  se puede pedir un segundo, tercero o los créditos que una persona pueda pagar, y ya no solo para comprar vivienda, también para comprar terreno, construir o pagar hipoteca.
- Apoyo Infonavit, no es un crédito, es un acompañamiento que el Infonavit hace a un derechohabiente que decide contratar un crédito para comprar o construir casa con otra entidad financiera. Este acompañamiento protege a derechohabiente ocupando el importe de su Subcuenta de vivienda en caso de pérdida de empleo, para pagar las mensualidades que no se puedan realizar y disminuye el tiempo del crédito, debido a que una vez que la entidad financiera otorgue el crédito, las aportaciones patronales del 5% se destinarán como pago a capital.
- Crédito Seguro (Cuentahorro Infonavit),  programa de ahorro para quienes aún no alcanzan la puntuación requerida por el Infonavit. Podrán ahorrar de manera mensual una cantidad de dinero en su cuenta ahorro del Banco del Bienestar y al conseguir la puntuación requerida, podrán inscribir su solicitud para obtener un crédito Infonavit; el monto que hayan ahorrado se sumará al crédito Infonavit. Los depósitos para completar la meta de ahorro deben de realizarse puntualmente cada mes, para que se pueda emitir la Carta de Certificación de Saldo del Infonavit en tiempo y forma.
- Mejoravit "Solo para Ti", Es un financiamiento otorgado por Infonavit que permite a los derechohabientes activos disponer de recursos en efectivo para ampliar, mejorar o reparar su vivienda, siempre que no afecte la estructura. El depósito del 100% de los recursos se realizará en la cuenta bancaria del acreditado. El monto mínimo de crédito es el equivalente a 3 UMAS mensuales ($10,318.37) y hasta 47.4 UMAS mensuales ($163,030.21).
- Crediterreno Infonavit, es un programa con el cual se puede comprar un terreno para construir la vivienda.  El crédito se otorga con los productos: Crédito Infonavit, Infonavit Total o Cofinavit manera individual. El monto máximo de crédito se determinará para cada caso en particular, considerando la tasa de interés, plazo y capacidad de pago de la persona derechohabiente. El monto máximo a otorgar es de hasta $3,825,311.95 cuando no se tiene una vivienda o terreno y hasta $3,029,884.70 en caso de que ya cuente con una vivienda o terreno.
- Crediterreno para mi hogar con esta nueva modalidad de crédito es posible comprar y construir casa con un solo crédito. El 35% del crédito se destinará a la compra del terreno con el 100% de ahorro que tenga en su Subcuenta de Vivienda, y el 65% restante se le entregará en tres partes para que vaya construyendo su casa. Se deberán cumplir con los requisitos que se solicitan en cada etapa, de lo contrario, se interrumpe la entrega de los recursos.
- Cuenta Infonavit +Crédito Bancario, crédito para comprar vivienda nueva o usada para trabajadores que no cuentan actualmente con relación laboral asalariada, pero que cuentan con ahorro en su Subcuenta de Vivienda y reciben sus ingresos como persona física con actividad empresarial, pequeños empresarios o profesionistas independientes registrados ante el SAT (Servicio de Administración Tributaria). Se otorga en coparticipación con un banco autorizado, donde el banco determina el monto del crédito, otorgando el 70% del mismo y el Infonavit el otro 30%.
- El Instituto del Fondo Nacional de la Vivienda para los Trabajadores (Infonavit) implementa programas para recuperar viviendas abandonadas o deshabitadas debido al incumplimiento de pagos por parte de los acreditados. Estas propiedades son rehabilitadas y reintegradas al mercado inmobiliario a través de subastas públicas, con el objetivo de mejorar la calidad de vida en comunidades afectadas por el abandono habitacional.

## Reformas Importantes del Instituto
- 1974: Se inicia la construcción del edificio sede del Infonavit. Anteriormente, éste se encontraba en un edificio rentado ubicado en Paseo de la Reforma 231.
- 1975: Se modifica el sistema de pago de los créditos para que los trabajadores de bajos ingresos puedan adquirir una vivienda digna.
- 1979: Se sigue avanzando en una reforma administrativa para actualizar los manuales de organización, desconcentrar mayores funciones a las delegaciones regionales y mejorar la planeación, entre otras.
- 1982: Inicia operaciones el Régimen Especial de Amortización (REA) para que los acreditados sin relación laboral puedan hacer sus pagos directamente.
- 1987: Los créditos empiezan a fijarse en Veces el Salario Mínimo Mensual del Distrito Federal (VSM).

- 1992: Se reforma la Ley del Infonavit para ampliar el plazo para el pago del crédito a 30 años y otorgar al trabajador una prórroga de 12 meses en caso de pérdida de empleo.
- 1993: Comienzan a publicarse las Reglas para el Otorgamiento de Crédito con las tablas de puntuación que relacionan edad y salario.
- 1997: Se reforma el artículo 43 Bis de la Ley del Infonavit para permitir que el saldo de la Subcuenta de Vivienda pueda ser la garantía para obtener un crédito con una entidad financiera.
- 1999: Se crea la Gerencia de Quejas, Denuncias y Responsabilidades.
- 2001: Se desarrolla el sitio de Internet  servicios de consulta.

- 2002: Infonatel comienza operaciones
- 2004: Se lanza el crédito Cofinavit
- 2006: Se fundan los comités de Planeación, Riesgos, Calidad de Vida, Nominación y Compensación luego de una reforma a la Ley Infonavit. Se instrumenta el Seguro de Protección de Pagos.
- 2007: Inicia el otorgamiento de hipotecas verdes.
- Se reforma el artículo Octavo Transitorio de la Ley del Infonavit, dando paso a la devolución de sus ahorros en la Subcuenta de Vivienda a los trabajadores pensionados bajo el régimen de Ley 73 sin que fuese necesario que interpusieran un juicio. A julio de 2022, el Infonavit ha devuelto $181 mil millones de pesos a 2.8 millones de pensionados o sus beneficiarios.

- 2014: Se adoptan los lineamientos de la Política Nacional de Vivienda del gobierno de Enrique Peña Nieto. Comienza a implementarse el crédito en pesos para todos los rangos salariales.
- 2015: Se eliminan los gastos de titulación. Se genera una colaboración entre el Infonavit-Fovissste para permitir la unión de créditos conyugales o la portabilidad de los ahorros de los trabajadores.
- 2017: Se anuncia un incremento del 70% en el monto máximo del crédito, lo cual se aplica a partir del 4 de abril de 2017. Dicho aumento permite otorgar crédito de hasta $1,604,132.30 (un millón 604 mil 132 pesos con 30 centavos), brindando a las familias la oportunidad de adquirir una vivienda a su gusto. Es importante mencionar que este incremento no sólo aplica para el Crédito Tradicional antes mencionado, también para el producto Infonavit Total, el cual aumenta a $1,831,327.01 (un millón 831 mil 327 pesos), y para Cofinavit, cuyo monto crece a $413,081.21.
- 2018: Se da a conocer un nuevo incremento al monto máximo de crédito, que permite otorgar hasta: Crédito Infonavit (Tradicional), $1,712,717.76; Infonavit Total, $1,955,291.52; Cofinavit, $441,043.20; Cofinavit Ingresos Adicionales, $418,991.04; Tu 2.º Crédito, $1,943,040.32; Crédito Seguro, $1,712,717.76; y Mejoravit, $54,885.38.
- 2018: Se crea el primer servicio electrónico transaccional desde la plataforma Mi Cuenta Infonavit para realizar el registro o corrección del Registro Federal de Contribuyente utilizando la e.firma o un Comprobante Fiscal Digital por Internet (CFDI - recibo de nómina digital). Al cierre de julio de 2022, 200 mil derechohabientes han utilizado el servicio.
- 2018: Se pone a disposición de los derechohabientes pensionados un servicio electrónico para tramitar la devolución de sus ahorros de la Subcuenta de Vivienda mediante el uso de su e.firma y otro mediante dispositivos móviles con validación biométrica. A julio de 2022 se han devuelto $1,418 millones de pesos a 13 mil derechohabientes por estos medios.
- 2018: Se pone a disposición de los trabajadores el Resumen de Movimientos, documento en el cual pueden visualizar cada detalle de lo ocurrido con su Subcuenta de Vivienda desde 1972 a la fecha; al 2022 el documento puede mostrar más de 326 tipos de movimientos y al cierre de julio de 2022 se han realizado 3 millones de descargas.
- 2019: Se puso en marcha un programa para realizar la devolución de recursos de Fondo de Ahorro 72-92 en forma masiva sin que los derechohabientes o beneficiarios tuvieran que hacer un trámite presencial. Al cierre de julio de 2022 se han devuelto $1,353 millones de pesos a 791 mil pensionados o sus beneficiarios, 102% más recursos que los devueltos en 10 años (2009-2018).

- 2020: 
  - Se elimina la prescripción del derecho a solicitar la devolución de la Subcuenta de Vivienda, en caso de haber recursos disponibles, por el titular o sus beneficiarios.    
  - Se incorpora la posibilidad de que el trabajador derechohabiente tenga derecho a recibir información suficiente sobre las condiciones jurídicas y financieras del mismo, así como recibir directamente créditos (sin intermediarios), siempre y cuando cumpla con los requisitos que al efecto establezca el Consejo de Administración mediante reglas de carácter general
  - Respecto a créditos en Línea, posibilidad de que sean destinados a la compra de terrenos que sea destinado a la construcción de vivienda.
  - En Línea III, se prevé la posibilidad de otorgar crédito para la autoproducción de vivienda.
  - Se incorpora una nueva Línea VI, la cual corresponde al refinanciamiento del crédito ya adquirido con el Instituto o con alguna otra institución financiera.
  - Posibilidad de segundos créditos y subsecuentes sólo por parte del Infonavit, cuando se liquide efectivamente el anterior.
  - Se incorpora el acceso a crédito INFONAVIT para los derechohabientes sin relación laboral activa, conforme a las reglas que establezca el Consejo de Administración.

- 2021: Se libera el servicio de Aportaciones Extraordinarias, derecho previsto en el artículo 59 de la Ley del Infonavit y mediante el cual los derechohabientes pueden realizar depósitos por cuenta propia directamente a su Subcuenta de Vivienda permitiéndoles precalificar en menor tiempo y aumentar su capacidad de compra al adquirir un crédito con el Instituto
- 2021: Cuenta Infonavit + Crédito Bancario, una alternativa para quienes no cuentan con una relación asalariada vigente, que permite adquirir una vivienda nueva o existente en conjunto con una Entidad Financiera (Banco)  y utilizar su ahorro en su subcuenta de vivienda.
- 2022: Surge Crediterreno, una alternativa de financiamiento para comprar un terreno en una zona urbanizada para construir una vivienda de forma gradual y conforme a las necesidades del Derechohabiente.

## Directores generales
Desde su fundación hasta el día de hoy, estos son los directores que han dirigido las políticas del Infonavit.
1. Jesús Silva-Herzog Flores (1972 - 1976)
2. José Campillo Sainz (1976 - 1988)
3. Emilio Gamboa Patrón (1988 - 1991)
4. Gonzalo Martínez Corbalá (1991)
5. José Juan de Olloqui y Labastida (1991 - 1993)
6. José Francisco Ruiz Massieu (1993 - 1994)
7. Alfredo Phillips Olmedo (1994)
8. Arturo Núñez Jiménez (1994 - 1995)
9. Alfredo del Mazo González (1995 - 1997)
10. Óscar Joffre Velázquez (1997 - 1998)
11. Luis de Pablo Serna (1998 - 2000)
12. Víctor Manuel Borrás Setién (2000 - 2012)
13. Alejandro Murat Hinojosa (2012 - 2015)
14. David Penchyna Grub (2015 - 2018)
15. Carlos Martínez Velázquez (2018 - 2024)
16. Octavio Romero Oropeza (2024 - actual)

## Sedes
Las oficinas centrales del Infonavit se ubican en Avenida Barranca del Muerto 280, en la Ciudad de México, en un edificio muy importante para la arquitectura de la ciudad.
El proyecto corrió a cargo de los arquitectos Abraham Zabludovsky y Teodoro González de León, quienes diseñaron un edificio con las siguientes características:
- Las oficinas de mayor afluencia se localizarían en la planta baja, para facilitar el acceso a los derechohabientes.
- Se optó por un edificio mayormente horizontal para reducir el servicio de elevadores.
- Los materiales utilizados debían ser sobrios y de calidad.
- Crear un entorno agradable en términos visuales, de ventilación y de iluminación.
- Contar con una biblioteca, una cafetería, salones de reunión y de trabajo.
- Utilizaron técnicas y materiales nacionales.
- Realizar un edificio que fuera ejemplo de la alta calidad de la arquitectura y la ingeniería mexicanas.

En este edificio se utilizó por primera vez en una construcción de grandes proporciones, el acabado pétreo de los arquitectos Zabludovsky y Teodoro González de León. De este último, dijo Octavio Paz, No es un arquitecto clasicista, sino que construye arte moderno inspirado en la lección de los clásicos, o sea, el orden, la medida y la proporción.
Además del renombrado edificio sede, existe una delegación en cada estado de la República, Centros de Servicio Infonavit (Cesi), además de kioscos ubicados en lugares de mucho movimiento por todo el país. Puedes encontrar el más cercano a ti aquí.

### El techo verde más grande de Latinoamérica

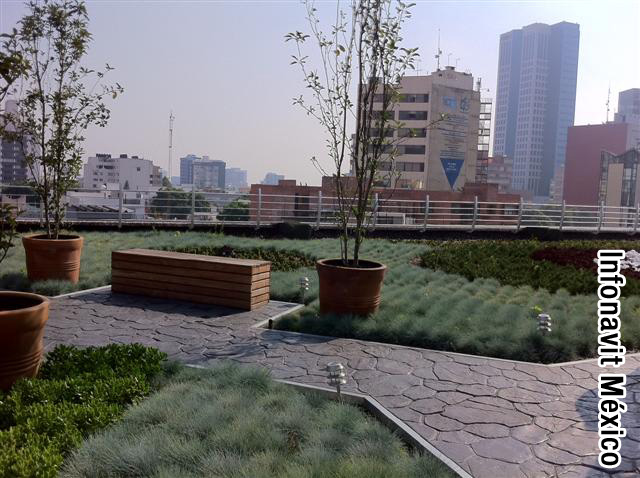
Azotea verde de Infonavit.
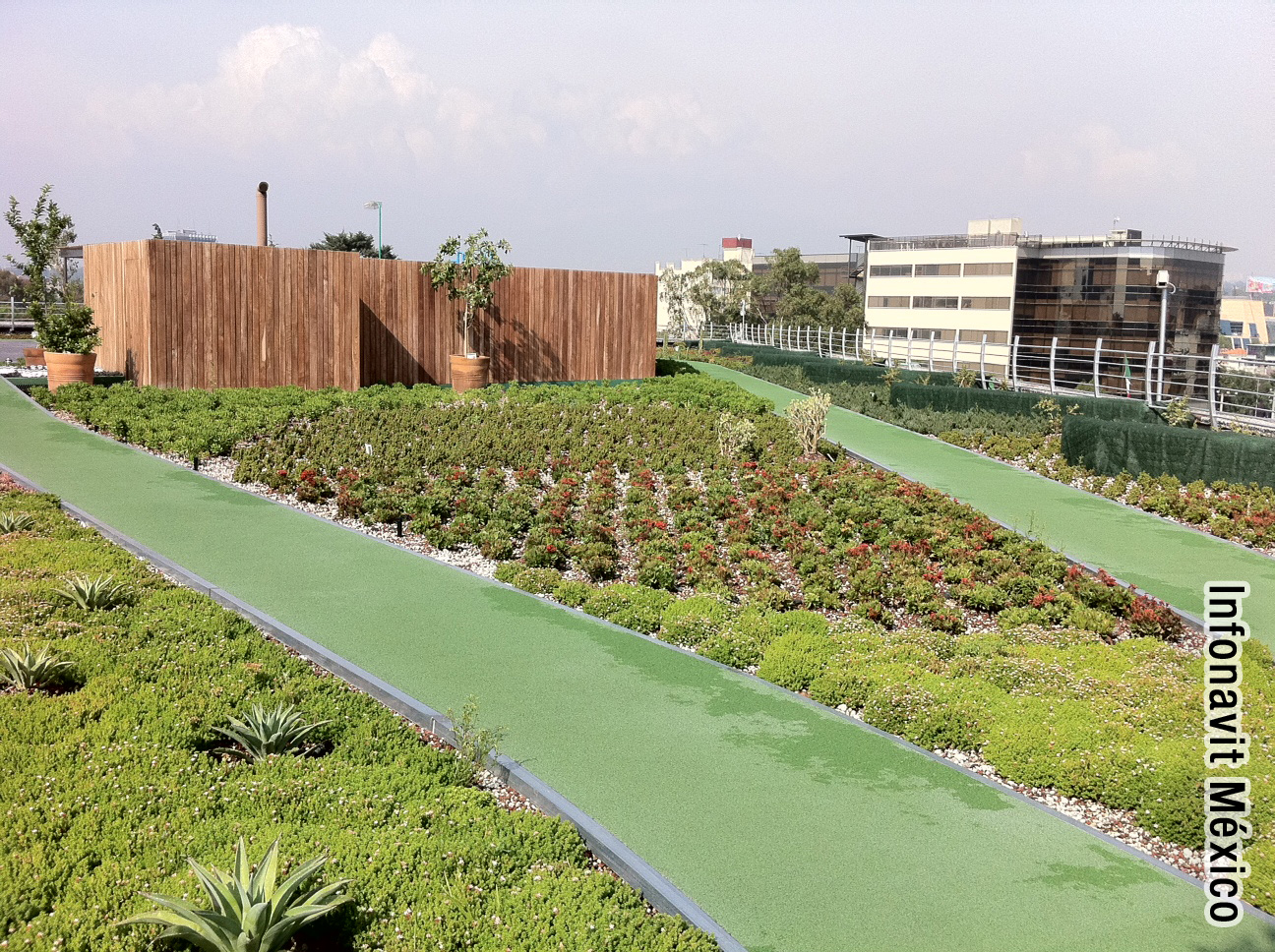
La azotea verde más grande de América Latina

Para fomentar la conciencia ecológica entre sus trabajadores y el público en general, el 7 de junio de 2011, el Infonavit inauguró la azotea verde más grande de Latinoamérica. Esta azotea verde tiene 5 000 metros cuadrados, gran variedad de plantas, 300 metros de pista para trotar y un espacio para ejercitarse en yoga. Los especialistas que desarrollaron el proyecto recomendaron un sistema para impermeabilización de cubiertas, resistente a raíces y libre de mantenimiento:
- Para drenar, una membrana de polietileno de alta densidad que funciona como sistema protector y de drenaje.
- Para la fijación perimetral, una hoja metálica galvanizada recubierta.

El entonces presidente Felipe Calderón, con la finalidad de seguir fomentando la conciencia ecológica, ordenó que se replique el esfuerzo en todas las dependencias del Gobierno Federal.

## Proyectos
Por región, en 2024 se estima una producción de 
- 144 mil 550 viviendas en el corredor económico del Aeropuerto Internacional Felipe Ángeles (AIFA), donde se destinaría el mayor monto de inversión por 72 mil 250 millones de pesos.

- En la frontera, se esperan más de 60 mil unidades, con una inversión superior a los 30 mil millones de pesos.

- En la zona centro 54 mil 817 casas, con 27 mil 408 millones de pesos, y

- Región corredor Maya, se prevén 32 mil 382 unidades, con un monto de más de 16 mil millones de pesos.

### Plan de construcción de viviendas 2024-2030
En 2024, el Infonavit anunció su participación en el plan de la Presidenta Claudia Sheinbaum para construir un millón de viviendas en México. Como parte de este plan, el Infonavit se comprometió a construir 500 mil viviendas para derechohabientes con una inversión de 288 mil millones de pesos.